# Institut für Arbeitsschutz der Deutschen Gesetzlichen Unfallversicherung

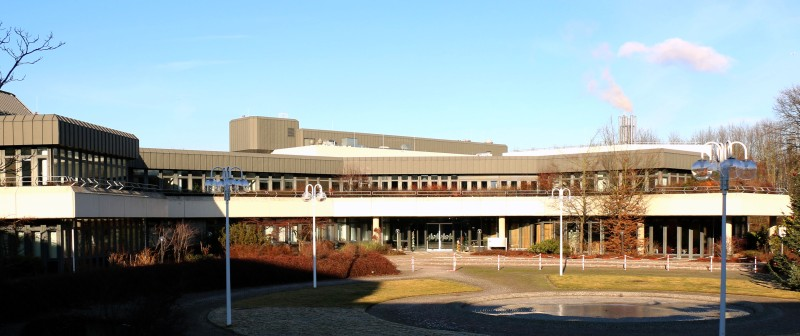
Institut für Arbeitsschutz der DGUV (IFA) in Sankt Augustin

Das Institut für Arbeitsschutz der Deutschen Gesetzlichen Unfallversicherung (IFA) ist ein Forschungs- und Prüfinstitut mit Sitz in Sankt Augustin bei Bonn. Das IFA bildet eine Hauptabteilung innerhalb des Geschäftsbereichs Prävention der Deutschen Gesetzlichen Unfallversicherung (DGUV).
Seit Ende des Jahres 2021 befindet sich die Geschäftsstelle der Gesellschaft für Arbeitswissenschaft (GfA) beim IFA.

## Aufgaben
Das IFA unterstützt die gesetzlichen Unfallversicherungsträger und deren Institutionen schwerpunktmäßig bei naturwissenschaftlich-technischen Fragestellungen im Arbeits- und Gesundheitsschutz durch
- Forschung, Entwicklung und Untersuchung
- Prüfung von Produkten und Stoffproben
- Betriebliche Messungen und Beratungen
- Mitwirkung in der Normung und Regelsetzung
- Bereitstellung von Fachinformationen und Expertenwissen
- Prüfung und Zertifizierung von Produkten und Qualitätsmanagementsystemen für Hersteller und Firmen. Die zertifizierten Produkte und Firmen finden sich in der Online-Datenbank von DGUV Test.[2]

Das IFA bietet international Ringversuche für alle Labore und Messstellen für Gefahrstoffe an.
Das IFA steht im Erfahrungsaustausch mit 23 internationalen Arbeitsschutzinstituten und ist Mitglied im europäischen Forschungsverbund PEROSH.
Das IFA ist ein nationales Zentrum der Internationalen Arbeitsorganisation für Deutschland.
Die Institutsleitung des IFA ist im Vorstand des Zero Accident Forums vertreten.

## Sachgebiete
- Chemische/biologische Einwirkungen (Stäube, Gase, Dämpfe)
  - Analyse organischer und ausgewählter anorganischer Gefahrstoffe
  - Analyse von Metallen und ausgewählten organischen Gefahrstoffen
  - Messsystem Gefährdungsermittlung der Unfallversicherungsträger (MGU)
  - Biostoffe
  - Expositionsbewertung
  - Zentrale Expositionsdatenbank (ZED)
  - Expositionsdatenbank MEGA (s. o.: MGU)
  - Gefahrstoffemission
  - Gefahrstoffinformationen – Stoffe und Produkte (Gefahrstoffinformationssystem (GESTIS), z. B. GESTIS-Stoffdatenbank, ISi, GESTIS-Stoffenmanager)
  - Messtechnik für Dämpfe und Gase
  - Partikelmesstechnik
  - PSA gegen chemische/biologische Einwirkungen
  - Schutzmaßnahmen
  - Stäube – Fasern
  - Toxikologie der Arbeitsstoffe
  - Explosionsschutz
- Physikalische Einwirkungen
  - Ganzkörper-Vibrationen
  - Hand-Arm-Vibrationen
  - Heiße/kalte Oberflächen
  - Lärmmesstechnik
  - Lärmschutz/Gehörschutz
  - Physikalische Expositionsdatenbank
  - PSA gegen physikalische Einwirkungen
  - Strahlung
- Ergonomie
  - Entwicklung von ergonomischen Methoden und Verfahren zur Erfassung und Bewertung von arbeitsbedingten Belastungen des Muskel-Skelett-Systems
  - Ergonomische Gestaltung von Mensch-Maschine-Schnittstellen
  - Durchführung von Messungen mit dem CUELA-System zur Gefährdungsermittlung bei arbeitstypischen Belastungssituationen in Betrieben
  - Konzeption und Aufbau von Expositionsdatenbanken zu physischen Belastungen
  - Ergonomische Aspekte von Datenbrillen und Head Mounted Displays (HMD)
  - Gefährdungsbeurteilung von Exoskeletten
  - Dynamische Büroarbeitsplätze
- Epidemiologie
- Unfallverhütung/Produktsicherheit
  - Bauliche Einrichtungen
  - Bauprodukte
  - Maschinen- und Anlagensicherheit
  - Mensch-Maschine-Interaktion
  - Kollaborative Roboter (COBOTS)
  - Virtuelle Realität zur Risikobeurteilung von Arbeitsplätzen und Arbeitsmitteln
  - Industrial security
  - Vertrauenswürdige künstliche Intelligenz
  - Persönliche Schutzausrüstungen gegen mechanische und thermische Gefährdungen
  - Schutzeinrichtungen aller Art an Maschinen und Anlagen
  - Sicherheit von Antriebssteuerungen
  - Werkstoffe
  - Unfalluntersuchungen
- Fachübergreifende Aufgaben
  - Aus- und Weiterbildung
  - Informationsmanagement
  - Informationstechnologie
  - Kooperationen
  - Medienkontakte
  - Risikobewertung

## Veröffentlichungen
Veröffentlichungen zu Arbeitsergebnissen des Instituts sind in einer Publikationsdatenbank recherchierbar.
Das IFA ist Herausgeber des Gefahrstoffinformationssystems GESTIS: Die GESTIS-Stoffdatenbank enthält Informationen zu etwa 8800 Stoffen und ist frei verfügbar, ebenso wie die entsprechende App für Smartphones und Tablets. Die GESTIS Biostoffdatenbank umfasst Informationen für sichere Tätigkeiten mit Biostoffen am Arbeitsplatz. GESTIS-Stoffenmanager hilft bei der Gefährdungsbeurteilung und Abschätzung der inhalativen Exposition bei Gefahrstoffen. Die Datenbank GESTIS-DUST-EX unterstützt beim sicheren Handhaben brennbarer Stäube. GESTIS bietet auch eine Datenbank mit internationalen Arbeitsplatzgrenzwerten für Gefahrstoffe, die ebenso als App zur Verfügung steht.
Das IFA ist Herausgeber folgender Werke beim Erich Schmidt Verlag: IFA-Handbuch, IFA-HANDBUCHdigital, IFA-Arbeitsmappe Messung von Gefahrstoffen, IFA-ARBEITSMAPPEdigital.
Das IFA gibt zusammen mit der Kommission Reinhaltung der Luft die Fachzeitschrift „Gefahrstoffe – Reinhaltung der Luft“ heraus.
Ebenfalls entwickelt und betreut das IFA die Software SISTEMA zur Verifizierung von Sicherheitssteuerungen sowie SOFTEMA zur Validierung von Sicherheitssoftware an Maschinen gemäß ISO 13849.

## Geschichte
Das Institut ging aus der 1935 in Bonn errichteten Staubbekämpfungsstelle hervor, die 1953 als Staubforschungsinstitut (STF) neu gegründet wurde. 1976 kam das zuvor in Mainz angesiedelte Institut für Lärmbekämpfung (IfL) hinzu. 1980 bezog das Institut unter dem Namen BIA – Berufsgenossenschaftliches Institut für Arbeitssicherheit seine Gebäude in Sankt Augustin. 2003 änderte sich der Name in BGIA – Berufsgenossenschaftliches Institut für Arbeitsschutz, schließlich erhielt das Institut 2007 im Rahmen der Fusion der Verbände der Unfallversicherungsträger des gewerblichen und des öffentlichen Bereichs seine heutige Bezeichnung. Im Zuge eines einheitlichen Auftretens der Träger der gesetzlichen Unfallversicherung führt das Institut seit 1. Januar 2010 die Kurzbezeichnung IFA.